# كورارا شيبانا
كورارا تشيبانا (اليابانية: 知花 くらら تشيبانا كورارا، من مواليد 27 مارس 1982) عارضة أزياء وممثلة حاملة لقب ملكة جمال حصلت على لقب ملكة جمال الكون في اليابان 2006 ومثلت اليابان في مسابقة ملكة جمال الكون 2006 حيث حصلت على مركز الوصيفة الأولى.

## روابط خارجية
- كورارا شيبانا على موقع IMDb (الإنجليزية)